# آرتور اسمولیانینوف
آرتور اسمولیانینوف (روسی: Арту́р Серге́евич Смольяни́нов؛ زادهٔ ۲۷ اکتبر ۱۹۸۳) یک هنرپیشه اهل روسیه است. وی از سال ۱۹۹۸ میلادی تاکنون مشغول فعالیت بوده‌است.
از فیلم‌ها یا برنامه‌های تلویزیونی که وی در آن نقش داشته است می‌توان به ۱۶۱۲، تاریک‌ترین ساعت اشاره کرد.